# 死役所
《死役所》是日本漫畫家安昙骑士所創作的日本漫画作品。于《月刊Comic @BUNCH》2013年11月号开始连载。2018年7月，《月刊漫画@BUNCH》的编辑在其博客上宣布《死役所》的实体及数字累积销量突破120万份； 2019年8月，东京电视台宣布该作品实体及数字累积销量突破300万份并公布该漫画作品将真人影视化。
2019年10月，由TOKIO组合成员松冈昌宏主演的《死役所》电视剧在东京电视网首映。

## 劇情简介
存在于此岸与彼岸交界地带的亡灵管理机构，这不是市役所而是“死役所”。无论是自杀、他杀、病死、老死、流产死或事故死等任何原因去世之人，皆要来此役所办理自己死后的相关手续。死役所下属各科所聘用的职员皆以同样死因来到此地，为什么要在死后成为职员呢？而死役所的存在意义呢？……这是一个有关死役所客户和职员都在思考“自己的人生是什么”的故事。

## 登场人物

### 死役所职员
死役所的所有职员都曾是陽間的死刑犯，他们在死役所所使用的職員名牌上都会將含有（读音近似“死”）讀音的漢字改以平假名標示。如果被死刑处死后，亡灵就必须前往没有任何职员的“死刑科”并强制接受职员录取测试；如果是受冤而判处死刑的话，则可直接成佛。如果拒绝或无法通过录取测试，则会被罚入“冥途之路”，永远徘徊在黑暗当中。录用后，在死役所内服務滿期（確切期限未知，可達數十年之久），即可在获得届满令之后成佛。据说，即便领取了届满令，也无法在49天内立即成佛，但如果拒绝届满令，那么也会被罚入“冥途之路”。
市村正道
在死役所負責「综合接待」，本作的男主角，生前的人生故事非常神秘。发型是三七分头并戴着黑框眼镜，脸上总是带着故作親切的假笑。尽管常將「客即是佛」這句話當作座右铭掛在嘴邊，但實際在接待顧客時却常用一副禮節滿滿的語氣以挖苦或諷刺的話語回應。生前是公务员，因冤罪而被判处死刑；按規定，因冤罪而被判處死刑之人可在死后递交《成佛申请书》即可成佛，但他却坚决拒绝。留在死役所服務的目的是為了追查妻子和女儿的真正死因，同时調查邪教组织“加护之会”的动向。
西川实和子
負責「自杀科」，本作的女主角。是有著一頭俐落短发和丰满嘴唇的美女，嘴角有一顆痣，個性冷若冰霜，言談方式也直來直往、絲毫不怕得罪他人，死役所职员们对她的评价是“擅长工作”。生前留著一頭長髮，由于曾經的职业是美发师，所以也会在死役所为其他职员剪发，但她不喜欢提及生前的故事。遭判死刑的原因為殺害與自己交往的三名外遇男性，並將他們屍體的嘴角剪開至耳朵。
石间德治
負責「他杀科」。生前為建築工人，虽然外表是氣場強悍的禿頂中年男子，但卻十分感性、容易掉淚，且性格也非常溫柔。生前因為和早逝的妻子絹江並無子女，所以他像疼爱自己女儿一般照顧着父母雙亡的侄女美智，但侄女某日却被兩名少年強姦，他因此憤而當場杀死这两个少年。在审判時，为了保护侄女的名聲而隱瞞侄女被強姦一事，以「看不慣那兩名少年來偷盜白薯，所以趁著酒意殺害了他們」為由解釋自己的殺人動機。被執行死刑並來到死役所之後，曾私下查看那兩名少年的生平資料，得知他們的成長過程悲慘，也還是不禁心生同情。雖然對為了保護侄女而殺人一事並不感後悔，但時常仍會徬徨當初是否應向審判官說出那不堪的真實事發經過以換取輕判，如此便能活下去陪伴著侄女長大。侄女美智最終拥有美满的婚姻，在享尽天年后与其在死役所再度相會。在端本入职的同時，石間领取到了成佛的届满令，后来与一个病死的孩子尾崎秀哉一起成佛。離開時，白神小姐送給他一束親手摺的紙花。
林晴也
負責「生活事故死科」。留着茶色長髮的高大帥氣青年，個性不拘小節，说话時喜欢在句尾添加语气词。和其他职员穿着西装制服不同，他通常衣著隨性，穿著T恤、夹克和运动鞋等。可是與外表相反，因深受时代剧演员祖父（實為其父）的影响，喜欢使用“真（まこと）”、“小童（わっぱ）”、“何故（なにゆえ）”等古风词语。興趣是在死役所搜集名人签名和被顧客帶來陰間的漫畫書。生前在得知自己是母亲和祖父乱伦生下的孩子後痛苦不已，常在心中埋怨母親為何不把這秘密帶進棺木裡，反而讓自己的父親無法正常地看待自己。性格衝動、容易因情緒失控而行為過激，曾將欺凌青梅竹馬真理亞的同校女同學丟下教學樓而遭退學處分。學業中輟後，擔任劍道館講師並與真理亞結婚。後得知妻子出軌且女兒彩美其實並非自己親生，甚至被妻子的情夫淺井要求他應識相離開時，心理的創傷接連爆發而情緒失控，當場以木刀殺死了淺井並掐死妻女，因而遭判處死刑。一直對此事既不悔悟也無懺悔之意，但在三樹滿指責他未替自己姐姐著想之後，便開始嘗試反省，然而依舊難除自己心中的恨意。
端本龍嗣
被分配到「他杀科」的新人。瀏海長到遮住了眼睛，沉默寡言、缺乏表达能力，但偶爾也会与市村讨论有关顧客们的個人看法。一旦情绪不满就会狂暴化，曾因被他殺科的另一名資深職員伏見頻繁糾正噪音問題，在狂暴化的狀態下用美工刀袭击伏见，却被伏见奪刀並砍断喉咙，因此喉嚨上有被草率縫合的痕跡。有試著透過各種方式克制自己情緒失控的狀況，但效果甚微。從入職時間來看，似乎是来接替石間的職位，於各單元中也擔綱主要配角。

### 其他死役所职员
岩清水直树
負責人为灾害死科，穿着比较朴素的青年，似乎與林同時代同年。由于受到父亲的过度干涉，雖然勤奮好學、禮儀完善，但不擅长思考并且毫无自主性，喜欢被人指挥，其父的教育方式被林評價就像訓練狗一樣。他不知道考虑他人的情况和情感，常常有很多反应迟钝的言行。由於父親病前一直要求其考上東大，在缺乏未來規劃能力之下，哪怕父親病故、母親再婚搬離也持續重考，家中遭火災燒毀而成為网吧难民。由于多重壓力而在网吧内纵火，结果烧死了10个人。他雖然承認自己行為造成10人死亡的結果，但自称目的為「讓網吧消失」而拒绝承认自己有殺人的犯意，讓人搞不清他到底有沒有罪惡感。對成佛後的人生感到未知而恐懼，決定自己收到退職命令後要進入冥界之路遊蕩。市村將其为“垃圾”。
松重谦三
負責交通事故死科，因为用方言说话，再加上他牙齿脱落和大舌头，因此语意不清。但是市村能够理解他的话语。生前是加护之会的信徒，但曾向市村表示「自己不是那邊的」。對加護之會的部分教義依舊抱有認同，會用來規勸無法接受死亡現實的客戶。
白神静佳
負責病死科，安静、低眉順眼，习惯性道歉。石间说她“皮肤白皙又梦幻，與自己的妻子很像”。在石間成佛前贈送紙花束作為踐行
伏見
刚被分配到他杀科的职员，端本的邻座。工作時會自言自語，對噪音有極度的厭惡偏執。不擅长打击，但是在因糾正端本噪音問題使端本持刀发狂、端本被石間阻止後，他毫不犹豫地夺下了端本的刀并砍在端本的脖子上造成傷口。
竹下
負責癌死科，满面胡须且长相凶恶的中年男子。在死役所的任职年限似乎比石间还长。
新宫加代
負責死产科，不拘小节的中年妇女，喜欢和男性职员暧昧不清，特别是新宫认定的好男人，會對其進行全面調查；同时她对女性职员非常冷淡，要么对她们选择无视，要么背地里说她们的坏话。这个角色是根据余贵美子的形象所创立，而真人电视剧版则是由余贵美子饰演。
加贺誠
負責捲入死（捲入他人自殺過程而死）、委托死科（委託他人把自己殺死），对自己的工作评价为“无需同情”的青年。非常讨厌市村的笑容，称之为“倒胃口”、“惹人厌”。說話惹人厭煩，似乎個性相當彆扭。
沼尻努
負責癌症科，温厚又認真工作。生前入屋搶劫，把資產家夫婦、5歲的女兒和家政婦殺死，搶錢後逃去，3歲的兒子因為在房中睡著而逃過一劫。知道孩子為了喚醒家人拼命喊叫，沼尻說了一句「真是走運的孩子！」。臨近死刑執行日子，和刑務官杉先生互動後漸漸反省，開始為盲人打點字翻譯。到死刑執行日，向杉先生道謝，感激把自己當一個人對待。之後由杉先生、松田先生和另一位刑務官一同按鈕，進行絞刑。

### 客户
来死役所的死者们。他们以他们死时的形象出现在这里，然后因为他们的死因被分配到对应的科室办理成佛手续。
鹿野太一
自杀，享年12岁，初中一年级學生。
4歲時父母離異，母親與高社會地位者再婚。因不堪校园霸凌（被喂食虫子、被泼热水、被暴力对待、被丢弃个人物品、被切掉生殖器包皮等）而从自家住所跳楼。在死役所办理手续的时候知道了加害自己少年的死因后，嘱托西村带话给自己的继父后成佛。
牛尾崇
他杀（碾压致死），初中一年级學生。
霸凌鹿野太一同时致使他自杀的主要加害者。在鹿野自杀后，鹿野的继父为了报复而开车压死了他。原本以为自己可以升入天堂，却不曾想因符合坠入地狱的条件而堕入地狱。牛尾崇是本书中唯一一个直接描写坠入地狱场景的角色。
上杉涼子
被鐵板砸死，享年23歲，工廠員工。
有前科，獲判有期徒刑1年1個月，緩刑3年，去了41家公司求職都失敗。在公園遇到大叔，不介意其有前科，獲邀到自己經營的工廠工作，心中對大叔感激不已。一天，看到大叔頭上有鐵板掉落，情急下推開大叔，自己卻被鐵板砸中。帶著半邊面來到死役所，對為了救人而死亡感到後悔，慚愧下拒絕填寫「見義勇為申請表」，後得市村開解而完成登記手續。真相是，大叔一直在公園招攬找不到工作的人，為的是可付低廉工資，又不為員工買保險，所有員工氣憤下合謀殺死大叔，但因上杉十分信任大叔而瞞著她。
小野田凜
因虐待而凍死，享年5歲，幼兒園生。
十分善良的孩子，被媽媽趕出陽台一晚後凍死。縱然媽媽並不關心自己，但仍是最愛媽媽，寶物是生日時媽媽送的繪本「明天的我」。自我洗腦，靠著媽媽曾經對她溫柔和關愛的記憶，一直沒有怪責媽媽。在小凜的葬禮，媽媽竟然毫無悔意，還向情人說孩子一直都不聽話，沒有了拖油瓶就可以結婚之類。一直懷疑小凜受虐的幼兒院老師上前打了媽媽，同一時間警察上前拘捕媽媽，因隣居目睹小凜受虐而報警。
江越伸行
死刑，享年26歲，無業。
不想工作，一不高興就會突然發怒，看雜誌發現死囚可不用工作但日子過得不錯，上網找方法成為死囚，決定開車高速撞向一群上學的孩子，結果撞死了5個小學生和令12個小學生受傷，被判死刑，一直為事件感到自豪。6年後執行死刑，來到死役所，聽市村解說條例規定因死刑而來的都無法成佛，必須留在死役所工作，或選擇踏上「冥界之路」，在什麼也沒有的漆黑路上，無所事事地一直流浪。因為不想工作，斷然選擇「冥界之路」，認為這樣子超爽。當江越上路前依舊對殺人事件沾沾自喜，市村收起一貫的笑臉，嚴厲地教訓江越：「渣滓，永遠流浪吧！ 」。
塙保
摔死，享年31歲，漫畫家。
漫畫「腐爛的鴨子」的作畫人，原作者是戶川亞蘭。從少就喜愛畫漫畫，畫了約20年仍未能出道。接受「月刊鳥」直入先生的建議成為作畫人，但心中仍渴望可以畫自己創作的世界。當直入先生說戶川先生是在騎摩托車時有「腐爛的鴨子」的靈感，自己也跟著做，希望能一樣會找到靈感。一天，騎著摩托車和汽車相撞。意外後雙眼只餘左眼有少許視力，只能放棄當漫畫家的夢想。為了能繼續創作故事，十分努力做復康練習和學習電腦。做完復康練習後，走著走著，腳踏空從斜坡墮下，死後被認定是自殺。塙先生知道後不甘心，因為自己一直很努力。但戶川先生認為絕對不是自殺，因為塙先生能充分表達出他創作的故事，得知塙先生失去視力後，相信沒有眼睛的束縛會令其對世界有新感受，能描繪出以前難以想像的故事。
襟川
心肌梗塞，鰥夫。
難相處，沒有朋友，性格直率，總會說出令人尷尬的說話。一年前妻子典子離世，知道媳婦不會想一起生活，所以獨居。妻子為人溫柔隨和，生前很多朋友探病時送來禮物，希望病癒出院後逐一回禮。妻子死後，襟川先生代妻子完成心願，但過程總令人尷尬，自覺托妻子的福多了與人交往，生活變得有朝氣。妻子在死役所和市村說過「鰥夫生蛆，寡婦如花」，意思是丈夫失去妻子後不會打理生活，像生蛆虫般骯髒不堪，妻子則從照料丈夫的生活中解脫，變得美麗。妻子認為丈夫雖然不易相處，但其實十分溫柔，希望能多活些時間一起生活。漫畫中，妻子於棺木中被花圍著，丈夫因爲未被人發現而生滿蛆虫。
石間美智（夫姓大鳥）
善終，享年83歲。
石間德治的弟弟福雄的女兒，十分善良，父母死後和伯父一起生活。被兩個少年強暴，伯父當場把二人殺死，埋在山上。事件後想過自殺，認為自己不配幸福。婚後一年，少年屍體被發現，伯父為了美智沒有說出原委，被判死刑。美智提出減刑但被駁回。結婚後生活幸福，在孩子和孫子陪伴下壽終正寢，死後到達死役所善終科，被市村帶到他殺科和伯父重遇。患上老人癡呆症，已忘記強暴經歷，但仍認得出伯父。
伊達夏加
交通意外，享年15歲，中學三年生。
由於搬家，希望轉學前和一直暗戀的智也同學約會一次。雖然已經有女朋友，智也都答應了。約會期間夏加希望可以牽手，智也拒絕了，這時忽然被貨車輾斃，報章報導指貨車司機當時打瞌睡。
佐尾高慈
病死，藝人。
高關一文於中學三年級時在文化祭見到佐尾的個人表演，覺得十分有趣，二人組成搞笑組合「螃蟹橫行」，屬YSO & S Collaboration 公司，努力10年後獲邀參加「Dead or Conte 」比賽，有望成為出名藝人。比賽當日，佐尾未有出現，高關不斷聯絡他，亦嘗試找人代替佐尾，到最後佐尾身穿睡衣，坐著輪椅出現，原來奪走了爸爸的遺傳病「家族性淀粉樣多發性神經病」亦傳了給他，28歲時病發，所以經常嚴重肚瀉和便秘，最近連走路都很吃力。因為遺傳病，對婚姻有憂慮，怕會傳給孩子。佐尾把遺書交給高關後，由高關推他上台，完成表演。遺書中明言高關沒有創作段子的才能，但卻有讓人喜愛的魅力，要繼續努力。
須藤麻帆
從樓梯墜下，享年17歲，高中生。
買了新手機後十分沉迷於和同學朋友傳訊息，怕錯過回覆得失人，甚至連洗澡也要看手機。邊用手機邊走路，好友理奈惡作劇出聲嚇她即將出事，卻因為心不在焉下意識調整方向而不小心真的從樓梯上墮下。
三樹滿
急性酒精中毒，享年20歲，大學生。
性格開朗，喜歡同社團的第一帥哥東條前輩，妒忌亞彩前輩和東條熟稔。參加社團的飲酒活動，為慶祝達到20歲法定成年年齡可以飲酒，一下子喝了太多，結果急性酒精中毒。到死役所後拒絕接受是因爲這個原因死亡，堅持是亞彩妒忌自己漂亮可愛，不停灌她喝酒，所以應該是謀殺，拒絕辦理生活事故死科手續。在49天成佛限期內留在死役所幫忙接待亡者，一直對市村的生平很好奇，多番打聽。林先生說漏嘴死役所職員都是死囚，所以到死刑科翻看紀錄，知道職員獲判死刑的原因，亦知道市村是冤獄，終於決定成佛。離開前的對話令林先生有反省的覺悟，之後問市村既然是冤獄為何不成佛，市村答為了查明真相，吻市村後約定說：「加油，轉生後再見！」，然後成佛。
杉
胃癌，前刑務官。
曾當刑務官，在南中央拘置所時認識當時是死囚的市村。很關心絕望等死的560室死囚沼尻，鼓勵他試試為盲人打點字翻譯。沼尻的死刑執行日，由杉先生、松田先生和另一位刑務官一同按鈕，進行絞刑。事後杉先生向市村訴說為什麼要讓無仇無怨的刑務官代替受害人家屬執行死刑，市村回應說：「你還是不要朝刑務官努力比較好吧！」。由於執行沼尻的絞刑後精神大受打擊，一年後辭職。
本堂千裕
交通意外，享年35歲，家庭主婦。
和丈夫育有女兒美咲和兒子裕太，每天忙碌照料家庭，覺得生活無聊，盡是單調的家務，丈夫亦看輕主婦的工作。重遇成為大公司社長的大學同學日暮蘭子，被誘惑吸食興奮劑，上癮後不理家務，不能自控再去蘭子家，沉溺於藥物和性慾。一天駕車和孩子外出，聽到蘭子因違反興奮劑取締法被捕，驚慌下產生警察的幻覺，車子失控撞向電線杆，當場死亡。從新聞報導得知，發現千裕擁有興奮劑及兩名孩子無恙。在死役所，西川小姐向本堂女士直言其生活其實十分幸福，痛苦的只是孩子。
坂浦真澄
刺殺，食店「定食 坂浦」店主。
繼承爸爸的食店，和妻子和歌子一起努力經營，孩子也快出生。12年前爸爸發現員工原島憲治偷店裡的錢，被原島殺害了。作為目擊者的坂浦作證，原島被判入獄14年，服刑11年出來了，最後又回到食店刺死坂浦。
生野芳聰
肝硬化，享年36歲，事務員。
擅長使用電腦，是網絡直播主，經常說網絡用語，口頭禪是「生出草了」，令市村和白神誤以為他喜愛園藝。患肝硬化後把在醫院的生活直播，經常有網友拜訪，死前一星期陷入昏睡中，家人和同事均有探望，令少和人交往的生野知道後十分驚訝。故事以直播葬禮作完結。
津川勇樹
溺斃，享年7歲，小學生。
偶像是假面超人冰川先生，喜愛玩英雄遊戲，不會對有困難的人視而不見。為了救掉入河中的小貓而溺斃。在死役所見到林先生就喊他「冰川先生」，問林先生他能否轉生為英雄，查看生平資料後，林先生說：「小鬼，你早就個英雄了，要填『見義勇為申請表』。」勇樹聽完就哭起來。
「雕刻」先生
自然災害致死，無家者。
真名不明。公司栽員後就找不到工作，最後妻子離去，4年前成為橋下的無家者，靠日薪的清潔工作支持生計。因為曾在人事部負責栽員的工作，沒有理解被栽員工的心情，故自認是報應，努力雕刻地藏菩薩去贖罪。津豆市役所道路河川科新人廣本司小姐在知道無家者是努力也改變不了現狀後，希望能幫助雕刻先生找到穩定的工作。颱風時洪水湧入河道，把留在橋下居處的雕刻先生沖走了。廣本小姐努力保留雕刻先生在橋下雕的地藏菩薩牆，由於網上流傳成為話題，方案獲批，橋下成為了觀光景點。
山中紗世
刺殺，享年24歲，會社員。
是個大美人，經常受上司和客戶性騷擾，對此以及「因為是美人所以被性騷擾理所當然」的環境感到困擾，會向女同事誓衣訴苦。被誓衣殺害，原因是誓衣好奇人類手臂的關節能否扭成雞翅膀的樣子，其在先前探究紗世身體的行為被紗世誤認為是出自同性愛欲的性騷擾行為，乃至誤會自己遭到情殺。
花平妙子
心臟病死。
年輕時十分愛丈夫繁之，育有一子和之。丈夫忽然向公司請長假後失去聯繫，一個月後，屍體在山林被發現，嘴部被剪開。報章報導說丈夫是被外遇對象西川小姐殺死，西川小姐亦涉及另外兩起案件。對於自己一直信任丈夫，未有察覺出軌行徑而加以阻止，認為丈夫被殺是自己的過錯，多次用刀切手自殘。西川小姐被判死刑後，和兒孫一起生活幸福。在死役所見到西川小姐十分震驚，想知道西川小姐到底有沒有反省。
寺井修斗
交通意外，大學四年生。
頭腦和外表均平平，五流大學的學生，弟弟恭平是醫大生，總自覺給比下去。一天陪祖母參加宗教團體「加護之會」宣講會，之後祖母失去興趣，自己反被教義牢牢吸引，覺得沒有社會的束縛和比較，決定退學及離開家庭加入教會，騙家人是和朋友合租住所。被弟弟強行帶回家，向家人訴說自己一直以來的自卑感，相較於在家中自己在沒有社會壓力的教會較為幸福，逃走時為避開弟弟被車撞倒。到死役所，因為教義欣然接受死亡的真實。市村向其打聽妻子市村幸子時曾一時心急而失態。
日原紺志
火災燒死，會社員。
單身赴任，瞞著家人偷偷吸煙，周末回家就會禁煙。妻子忽然說會帶同兩個女兒探望，慌忙收拾和消滅吸煙證據後疲憊睡著了。醒來就到了死役所，得知是因爲火災而死，相信是因爲自己處理煙頭不當引起，擔心賠償責任會令妻女困苦，十分內疚。岩清水先生再查看一下，發現是其他住戶亂丟煙頭引起火災，市村先生提出到底作為加害者帶著內疚成佛，還是作為被害者帶著悲憤成佛好呢？岩清水認為不讓其知道是因他人受害較好而決定不予告知。而未能得知實情的日原懷著內疚與悔意成佛。
小寶寶
死胎，懷孕38周。
荻野貴宏和泉水十分渴望有孩子，接受不育治療多年，心理和經濟均感到壓力，終成功懷孕，可惜懷孕38周時，因胎盤早期剝離而小產。寶寶連名字都還沒有，只稱做「小寶寶」。泉水一直十分內疚，認為當時儘快到診所或可救到小寶寶。其實小寶寶在泉水肚內時能感到媽媽的愛，雖然一起的時間很短暫，但十分開心，亦最愛媽媽，最後面帶微笑成佛。
築本直太郎
被煙灰缸砸後腦，享年27歲，整體師。
經常去色情場所，近期迷上了優奈，為了騙優奈發生性行為，滿口謊言，說會和她結婚，優奈一直拒絕。忽然裸著身到了死役所，為免對其他客人做成困擾，市村送上毛巾供蔽體。石間查看後說築本是被吉原佐音殺死的，但築本說並不認識這個人，石間說那個是優奈的真名。由於築本強來，優奈拿煙灰缸往築本後腦砸。築本知道後說自己可是付了很多錢，不明白為什麼優奈會這樣。市村說築本其實瞧不起優奈，亦希望合理化自己強來這行為。
尾崎秀哉
病死，小學生。
父母都說工作忙，對秀哉疏於照顧，連學校活動都互相推卸，經常吵架。秀哉覺得總是惹父母不高興，一直很努力，希望不要給父母帶來麻煩。一個周未，父母均有事外出，秀哉早上起來後高燒一直不退，心想只要忍耐就會受到父母誇獎， 希望父母回來前不要退燒，期間夢到父母悉心照料自己，為他做了治感冒的蜂蜜蘋果生薑湯。結果秀哉因感染流行性感冒，昏迷兩天後去世。父母一直守候在旁，秀哉知道後很開心父母為了他請假了，但其實父母在秀哉死後互相指責，父親更提出現在已經沒有東西束縛住他們了。石間十分同情秀哉一直以來都是一個人，提出二人結伴一起成佛。
甲斐亞生子
自殺，護老院看護員。
獨自照顧患有認知障礙症的母親，姐姐只說著不能送母親去護老院，卻不分擔照顧工作。反正工作不順心，自信辭職專心照顧母親能應付自如，之後母親病情惡化，壓力過重加之不想母親繼續受苦，選擇和母親一起上路。死後知道母親的心意，後悔不已。
甲斐福子
委託死。
甲斐亞生子的母親，腦中風後出現語言障礙，之後患上了認知障礙症。不忍女兒一直承受長期照顧自己的壓力和旁人嫌棄的說話，不想拖累女兒，要求女兒了結自己的生命。
明智磨美
病死（乳癌），享年40歲，會社員。
曾是舞台劇演員，無親無故，獨力撫養11歲的女兒澪。 乳癌復發並擴散至全身，留醫期間想到女兒會像自己一樣樣孤身一人，決定留下遺書給女兒生父名演員藏澤達也。女兒在之後由其生父接受撫養。
上田都築
自殺，享年25歲，會社員。
覺得自己沒用處，沒人需要或關心自己，亦不想給別人添麻煩，選擇跳向行駛中的列車。其實上司已逐漸留意到上田近日有些異常，打算向上田表示關心並談談。
小見溫惠
腦中風死亡，享年62歲，保險從業員。
寡婦，為了隱瞞34歲兒子是9年來一直關在自己房間足不出戶的「家裡蹲」，向別人說兒子是派駐海外的精英，結果頭痛欲裂也不敢召喚救護車，失救致死。
會田杏
病死（心臟病發），享年21歲，大學生。
十分介意自己社交網絡的關注度，覺得和高高瘦瘦的好朋友莎拉合照更顯得自己胖胖的。節食減肥，逐漸變成厭食症，變得瘦骨嶙峋，在莎拉勸說期間心臟病發死亡。到死役所後發現肉體不會再感受痛楚，用刀把手臂的肉切下來，令自己看起來更瘦。
興梠勲子
心臟病。
性格善良溫柔，臉上長有一大片黑色胎痣。和遠房親戚的興梠義一相親後結婚。丈夫沈默寡言，但一直十分關心勳子，絲毫不介意那片胎痣。丈夫患白血病死後，勳子曾相親數次，始終未有和義一先生以外的人結婚的打算，一直沒有再婚。生前曾外送至市村先生的工作地點，對他與丈夫相似的細長眼睛留下印象。
坂東一早
交通意外。
年輕時曾夥同朋友迫田及朋幸多次飛車搶劫，未被逮捕，只當作是遊戲。一天因爺爺要求一起到法庭旁聽審判，忽然覺得犯事受審實在不值。之後20年不再犯事，亦跟爺爺一樣養成到法庭旁聽的習慣。旁聽一宗強姦致傷案時，代入自己妻女倘若是受害人的心情，對其中一名陪審員的提問將受暴歸咎於受害人而十分不滿，決定飛車搶劫他，令其明白錯不在受害人，但逃逸時遇上車禍。強姦傷人犯22歲醫大生川原雄星最後被判入獄5年。
猪俣
病死（癌症）。
小學5年級時在學校天台玩時不小心摔下來，雖然奇蹟般生還，但從此行動不便。班導師印南清子在他病床旁哭著拼命斥責他，說人可是很容易死的，生命只得一次，必須好好珍惜。一天按媽媽要求送回禮到老師家時發現老師上吊身亡，一直認為愛惜生命的老師一定不會自殺。50年過去，一直過得十分快樂，病死後來到死役所，請求市村透露老師的死因，市村因私隱為由拒絕。在市村的假設下覺得老師是因爲自己受傷而內疚自殺而感到惶恐不安。市村其後查看資料，知悉老師是因為未婚夫提出分手而自殺。
中島詩
自殺。
和朋友海野智柚美十分嚮往和外星人接觸。有一個姐姐，總覺得媽媽和姐姐比較親近，智柚美也一直受到媽媽和男友虐打，於是二人決定服用安眠藥後燒炭自殺，這樣或許可以見到外星人。結果只有自己來到死役所。

## 出版書籍
| 冊數 | 新潮社        | 新潮社                 | 尖端出版社     | 尖端出版社             |
| 冊數 | 發售日期      | ISBN                   | 發售日期       | ISBN                   |
| ---- | ------------- | ---------------------- | -------------- | ---------------------- |
| 1    | 2014年4月9日  | ISBN 978-4-10-771741-2 | 2021年12月10日 | ISBN 978-626-316-247-1 |
| 2    | 2014年9月9日  | ISBN 978-4-10-771771-9 | 2022年2月16日  | ISBN 978-626-316-371-3 |
| 3    | 2015年3月9日  | ISBN 978-4-10-771804-4 | 2022年2月16日  | ISBN 978-626-316-372-0 |
| 4    | 2015年9月9日  | ISBN 978-4-10-771842-6 | 2022年5月13日  | ISBN 978-626-316-815-2 |
| 5    | 2016年2月9日  | ISBN 978-4-10-771875-4 | 2022年7月15日  | ISBN 978-626-316-909-8 |
| 6    | 2016年7月9日  | ISBN 978-4-10-771904-1 | 2022年8月12日  | ISBN 978-626-338-185-8 |
| 7    | 2016年12月9日 | ISBN 978-4-10-771941-6 | 2022年9月16日  | ISBN 978-626-338-332-6 |
| 8    | 2017年3月9日  | ISBN 978-4-10-771964-5 | 2022年10月14日 | ISBN 978-626-338-472-9 |
| 9    | 2017年8月9日  | ISBN 978-4-10-772002-3 | 2022年11月18日 | ISBN 978-626-338-618-1 |
| 10   | 2018年1月9日  | ISBN 978-4-10-772042-9 | 2022年12月16日 | ISBN 978-626-338-800-0 |
| 11   | 2018年6月9日  | ISBN 978-4-10-772091-7 | 2023年1月17日  | ISBN 978-626-356-137-3 |
| 12   | 2018年11月9日 | ISBN 978-4-10-772135-8 | 2023年2月17日  | ISBN 978-626-356137-3  |
| 13   | 2019年4月9日  | ISBN 978-4-10-772177-8 | 2023年4月14日  | ISBN 978-626-356424-4  |
| 14   | 2019年10月9日 | ISBN 978-4-10-772223-2 | 2023年10月13日 | ISBN 978-626-377006-5  |
| 15   | 2020年2月7日  | ISBN 978-4-10-772259-1 | 2023年11月10日 | ISBN 978-626-377327-1  |
| 16   | 2020年6月9日  | ISBN 978-4-10-772294-2 | 2023年12月15日 | ISBN 978-626-377359-2  |
| 17   | 2020年11月9日 | ISBN 978-4-10-772339-0 | 2024年1月19日  | ISBN 978-626-377516-9  |
| 18   | 2021年4月9日  | ISBN 978-4-10-772380-2 | 2024年2月20日  | ISBN 978-626-377594-7  |
| 19   | 2021年9月9日  | ISBN 978-4-10-772428-1 | 2024年11月20日 | ISBN 978-626-403249-0  |
| 20   | 2022年2月9日  | ISBN 978-4-10-772474-8 | 2025年1月17日  | ISBN 978-626-403404-3  |
| 21   | 2022年7月7日  | ISBN 978-4-10-772517-2 |                |                        |
| 22   | 2022年12月8日 | ISBN 978-4-10-772552-3 |                |                        |
| 23   | 2023年5月9日  | ISBN 978-4-10-772600-1 |                |                        |
| 24   | 2023年10月6日 | ISBN 978-4-10-772658-2 |                |                        |
| 25   | 2024年4月9日  | ISBN 978-4-10-772706-0 |                |                        |
| 26   | 2024年9月9日  | ISBN 978-4-10-772751-0 |                |                        |
| 27   | 2025年2月7日  | ISBN 978-4-10-772798-5 |                |                        |
| 28   | 2025年7月9日  | ISBN 978-4-10-772852-4 |                |                        |

## 電視劇
2019年10月17日於東京電視台的新播出連續劇系列《ドラマホリック!》週四 0時12分進行放送。主演為松岡昌宏。

### 演員列表

#### 主要角色
- シ村 / 市村正道 - 松岡昌宏
- 三樹ミチル - 黑島結菜[9]
- ハヤシ / 林晴也 - 清原翔[9]
- ニシ川 / 西川美和子 - 松本真理香[9]
- イシ間 / 石間徳治 - でんでん[9]

### 製作人員
- 原作 - 安曇騎士 《死役所》（月刊Comic @BUNCH連載中）
- 編劇 - 政地洋佑、三浦希紗、烏丸棗
- 監督 - 湯浅弘章、棚澤孝義、酒井麻衣、松本花奈、蔵方政俊
- 主要製作人 - 山鹿達也（東京電視台）
- 製作人 - 倉地雄大（東京電視台）、尾花典子（J Storm）、平体雄二（st'blue）、瀬島翔（st'blue）
- 制作 - 東京電視台、J Storm、st'blue
- 製作著作 - 「死役所」製作委員会

### 播放日程
| 集數                                                                      | 播放日期 | 日文標題 | 腳本     | 導演     |
| ------------------------------------------------------------------------- | -------- | -------- | -------- | -------- |
| 第1話                                                                     | 10月17日 |          | 政地洋佑 | 湯浅弘章 |
| 第2話                                                                     | 10月24日 |          | 政地洋佑 | 湯浅弘章 |
| 第3話                                                                     | 10月31日 |          | 政地洋佑 | 酒井麻衣 |
| 第4話                                                                     | 11月7日  |          | 政地洋佑 | 酒井麻衣 |
| 第5話                                                                     | 11月14日 |          | 政地洋佑 | 蔵方政俊 |
| 第6話                                                                     | 11月21日 |          | 三浦希紗 | 松本花奈 |
| 第7話                                                                     | 11月28日 |          | 政地洋佑 | 棚澤孝義 |
| 第8話                                                                     | 12月5日  |          | 政地洋佑 | 棚澤孝義 |
| 第9話                                                                     | 12月12日 |          | 政地洋佑 | 松本花奈 |
| 最終話                                                                    | 12月19日 |          | 政地洋佑 | 湯浅弘章 |
| 平均收視率 1.4%（收視率由Video Research調查關東地區、世帶的即時統計結果） |          |          |          |          |

### 播放電視台
| 播放電視台   | 播放時間            | 播放日期                       | 系列         | 備註       |
| ------------ | ------------------- | ------------------------------ | ------------ | ---------- |
| 東京電視台   | 星期四 0:12 - 0:52  | 2019年10月17日 - 12月19日      | 製作電視台   | 製作電視台 |
| 大阪電視台   | 星期四 0:12 - 0:52  | 2019年10月17日 - 12月19日      | 東京電視台系 | 同時放送   |
| 愛知電視台   | 星期四 0:12 - 0:52  | 2019年10月17日 - 12月19日      | 東京電視台系 | 同時放送   |
| TV北海道     | 星期四 0:12 - 0:52  | 2019年10月17日 - 12月19日      | 東京電視台系 | 同時放送   |
| 瀨戶內電視台 | 星期四 0:12 - 0:52  | 2019年10月17日 - 12月19日      | 東京電視台系 | 同時放送   |
| TVQ九州放送  | 星期四 0:12 - 0:52  | 2019年10月17日 - 12月19日      | 東京電視台系 | 同時放送   |
| 和歌山電視台 | 星期四 0:12 - 0:52  | 2019年10月17日 - 12月19日      | 独立局       | 同時放送   |
| 琵琶湖放送   | 星期三 23:58 - 0:40 | 2019年10月30日 - 2020年1月8日  | 独立局       | 延遲放送   |
| IBC岩手放送  | 星期六 1:55 - 2:35  | 2019年11月16日 - 2020年2月8日  | TBS系        | 延遲放送   |
| 大分朝日放送 | 星期六 0:50 - 0:30  | 2019年11月23日 - 2020年2月15日 | 朝日電視台系 | 延遲放送   |
| 南日本放送   | 星期三 1:05 - 1:45  | 2020年1月8日 - 3月11日         | TBS系        | 延遲放送   |

## 網路動畫
改編自原作第3話、第4話，於2022年2月9日在YouTube播放的動畫作品。該動畫是為了紀念累計銷售突破450萬部，單行本發行20卷，在月刊Comic @BUNCH上連載滿100話而製作。

### 出處
1. ↑  《月刊漫画@BUNCH》编辑. . Comic Bunch Web. 月刊漫画@BUNCH（日语：月刊コミック@バンチ）.   [2019-11-29]. （原始内容存档于2020-08-15）.
2. ↑  . 东京电视台.   [2019-11-29]. （原始内容存档于2020-06-05）.
3. ↑  . Oricon.   [2019-11-29]. （原始内容存档于2021-03-14）.
4. ↑  . 东京电视台.   [2019-11-29]. （原始内容存档于2021-01-27）.
5. ↑  . Oricon.   [2019-12-01]. （原始内容存档于2019-12-20）.
6. 1 2  日本的死刑制度為由三名刑務官一起按下絞刑按鈕，三人都不會知道哪個按鈕才是真正導致絞刑實施的。
7. 1 2  . ORICON NEWS (oricon ME). 2019-08-20  [2019-08-20]. （原始内容存档于2021-03-14）.
8. 1 2  . テレ東プラス. テレビ東京. 2019-08-20  [2019-08-20]. （原始内容存档于2021-01-27）.
9. 1 2 3 4  . 映画Natalie (ナターシャ). 2019-09-19  [2019-09-19]. （原始内容存档于2021-01-18）.
10. ↑  .   [2019-12-08]. （原始内容存档于2020-11-12）.
11. ↑  . サイゾーウーマン (サイゾー). 2020-01-07  [2020-03-13]. （原始内容存档于2021-03-02）.
12. ↑  テレQ 7ch(TVQ九州放送) [@tvq_digital7].  (推文). 2019-10-23  [2019-10-23] –Twitter.
13. 1 2  . コミックナタリー. ナターシャ. 2022-02-09  [2022-02-10]. （原始内容存档于2022-02-10） （日语）.